# Jane Horrocks
Barbara Jane Horrocks (Rawtenstall, 18 gennaio 1964) è un'attrice e doppiatrice britannica.
Per la sua interpretazione in Little Voice - È nata una stella (1998) ha ricevuto la nomination come migliore attrice protagonista ai Golden Globe, BAFTA e Screen Actors Guild Award.

## Biografia
Attrice e cantante estremamente dotata, nel 1993 ricopre con successo il ruolo di Sally nel revival londinese del musical Cabaret. Sfruttando le sue doti d'imitatrice (riesce ad impersonare mirabilmente la voce di grandi star come Judy Garland, Shirley Bassey, Marlene Dietrich, Billie Holiday e Marilyn Monroe) interpreta la protagonista nel musical The Rise and Fall of Little Voice, per il quale ottiene ampi consensi di pubblico e di critica. Nel 1998 ne interpreta la versione cinematografica, Little Voice - È nata una stella, insieme a Brenda Blethyn e Michael Caine. 
Ottiene grande successo grazie anche alla sua brillante partecipazione alla serie televisiva Absolutely Fabulous.
Attualmente vive con il regista Nick Vivian con cui ha avuto due figli: Dylan (28 aprile 1997) e Molly (21 marzo 1999).

## Filmografia parziale

### Attrice

#### Cinema
- La sarta (The Dressmaker), regia di Jim O'Brien (1988)
- Chi ha paura delle streghe? (The Wytches), regia di Nicolas Roeg (1990)
- Dolce è la vita (Life Is Sweet), regia di Mike Leigh (1990)
- Memphis Belle, regia di Michael Caton-Jones (1990)
- Little Voice - È nata una stella (Little Voice), regia di Mark Herman (1998)
- Romantici nati (Born Romantic), regia di David Kane (2000)
- Brothers of the Head, regia di Keith Fulton e Louis Pepe (2005)
- Sunshine on Leith, regia di Dexter Fletcher (2013)
- Absolutely  Fabulous - Il film (Absolutely Fabulous: The Movie), regia di Mandie Fletcher (2016)

#### Televisione
- Ruth Rendell Misteryes - serie TV, 1 episodio (1988)
- Alas Smith and Jones - serie TV, 1 episodio (1989)
- Boon - serie TV, 1 episodio (1990)
- Absolutely Fabulous - serie TV, 32 episodi (1992-2012)
- I racconti della cripta (Tales from the Crypt) - serie TV, 1 episodio (1996)
- Jericho - miniserie TV, 1 episodio (2005)
- The Street - serie TV, 2 episodi (2006)
- Trollied - serie TV, 36 episodi (2011-2015)
- True Love - miniserie TV, 1 episodio (2012)
- Inside No. 9 - serie TV, 1 episodio (2015)
- Cobra - Unità anticrisi (Cobra) – serie TV, 6 episodi (2023)

### Doppiatrice
- Nel regno delle fate, regia di Gary Hurst - film TV (1999)
- Galline in fuga, regia di Peter Lord e Nick Park (2000)
- Christmas Carol: The Movie, regia di Jimmy T.Murakami (2001)
- La sposa cadavere, regia di Tim Burton (2005)
- Garfield 2, regia di Tim Hill (2006)
- Phineas e Ferb - serie animata , 1 episodio (2011)
- Claude - serie animata, 3 episodi (2018)
- Galline in fuga - L'alba dei nugget, regia di Sam Fell (2023)

## Videoclip
- New Order - 1963 (1994)

## Discografia

### Album
- 2000 - The Further Adventures Of Little Voice
- 2016 - If You Kiss Me, Kiss Me

### EP
- 1998 - Little Voice

### Singoli
- 1999 - Other Side Of The Moon (con Mikey Graham)

### Audiolibri
- 1997 - A. A. Milne Piglet Meets A Heffalump (con Judi Dench, Stephen Fry, Geoffrey Palmer e Michael Williams)
- 1998 - A. A. Milne Winnie-The-Pooh (con Judi Dench, Stephen Fry, Geoffrey Palmer, Michael Williams)
- 2006 - A. A. Milne Pooh Goes Visiting And Other Stories (con Judi Dench, Stephen Fry, Geoffrey Palmer, Michael Williams)

## Doppiatrici italiane
- Ilaria Stagni in Galline in fuga
- Cristina Noci in Garfield 2
- Roberta Gasparetti in Absolutely Fabulous
- Marjorie Biondo ne La sposa cadavere